# Of Chaos and Eternal Night
Of Chaos and Eternal Night è un EP pubblicato dal gruppo melodic death metal svedese Dark Tranquillity.

## Tracce
1. Of Chaos and Eternal Night
2. With the Flaming Shades of Fall
3. Away, Delight, Away
4. Alone '94

## Formazione

### Musicisti
- Mikael Stanne - voce
- Niklas Sundin - chitarra
- Martin Henriksson - basso, chitarra
- Fredrik Johansson - chitarra
- Anders Jivarp - batteria
- Anna-Kaisa Avehall - voce femminile tracce 3 e 6

### Tecnici e produzione
- Fredrik Nordström - engineering (tracce 1-3), tastiera
- Dragan Tanascovic - engineering (traccia 4)
- Kenneth Johansson - personal aggiuntivo